# Black Eagle (Montana)
Black Eagle é uma Região censo-designada localizada no estado americano de Montana, no Condado de Cascade.

## Demografia
Segundo o censo americano de 2000, a sua população era de 914 habitantes.

## Geografia
De acordo com o United States Census Bureau tem uma área de 
4,4 km², dos quais 4,0 km² cobertos por terra e 0,4 km² cobertos por água.

## Localidades na vizinhança
O diagrama seguinte representa as localidades num raio de 24 km ao redor de Black Eagle. 